# Sukyo Mahikari

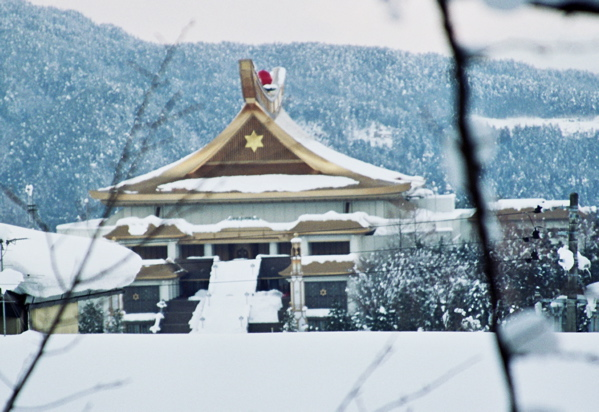
Hauptsitz von Sukyo Mahikari in Japan

Sukyo Mahikari (japan. 崇教真光 Sūkyō Mahikari) ist eine religiöse Laiengemeinschaft, die laut Gantke/Schreijäck „zwischen dem Organisationstyp, der von seinen Mitgliedern keine Verbindlichkeit verlangt und dem Typ der exklusiven Glaubensgemeinschaft einzuordnen ist.“
Im Jahr 1959 von Kōtama Okada gegründet, unterhält die Organisation weltweit in mehr als 70 Ländern ihre Zentren und hat nach eigenen Angaben über eine Million Mitglieder. Die Gemeinschaft engagiert sich in diversen Bereichen, zum Beispiel Wissenschaft, Medizin, Bildung, Kunst und Geisteswissenschaften. Einige Wissenschaftler klassifizieren Sukyo Mahikari als eine neureligiöse Bewegung. In Deutschland ist Sukyo Mahikari ein eingetragener gemeinnütziger Verein.

## Geschichte
Okada Yoshikazu (1901–1974) gründete 1959 aufgrund eines Berufungserlebnisses die Mahikari-Religionsgemeinschaft. Nach einem weiteren Offenbarungserlebnis drei Jahre später nannte er sich Kōtama Okada. Nach Okadas Tod im Jahr 1974 beanspruchte sein enger Vertrauter Sekiguchi Sakae die Leitung der Gemeinschaft; sie wurde ihm von Okadas Adoptivtochter Sachiko streitig gemacht, die sich dann mit spirituellem Namen Okada Keishu nannte. Es kam zu einer Spaltung der ursprünglichen Bewegung, wobei die Lehre und Aktivitäten der Konkurrenten einander sehr ähnlich sind. Der von Okada Sachiko geleitete Teil erhielt den Namen Sukyo Mahikari, und er wuchs bald deutlich schneller als der andere. In der Folgezeit wurde er zur Mutter von ungefähr 25 kleineren und größeren neureligiösen Bewegungen.

## Überzeugungen und Praktiken
Im Zentrum des Mahikari-Glaubens steht die Lehre vom „Wahren Licht“. Zur zentralen Lehre gehört auch der Satz: „Der Ursprung der Erde ist einer; der Ursprung der Welt ist einer; der Ursprung der Menschheit ist einer; der Ursprung aller Religionen ist einer.“ Nach Überzeugung von Sukyo Mahikari befindet sich der gemeinsame Ursprung der Menschheit im Landstrich Hida, dem alten Namen für das Gebiet um Takayama; dies wird angeblich durch neuere archäologische Funde nachgewiesen, die im Hikaru Memorial Museum gezeigt werden. Im Museum findet sich auch eine überlebensgroße Statue des Religionsgründers Okada Kotama. Außerdem wird der Schöpfergott Su als Ursprungsgottheit aller religiösen Traditionen vorgestellt; er leite die Religionsgemeinschaft Sukyo Mahikari durch Okada Keishu als sein Medium. Gemäß dem Anspruch des universalen Ursprungs bietet sich der Welthauptschrein als Ort für alle Menschen an, unabhängig von Religion und ethnischer Herkunft.
Der Zweck der Organisation ist laut eigener Aussage, im Einzelnen die Fähigkeit zu globalem Frieden zu fördern durch die Praxis einer Lichtenergie und dem Verständnis der universellen Prinzipien in allen Aspekten des Lebens. Sukyo Mahikari lehrt das Übermitteln von Lichtenergie in Form der in der Organisation so genannten „Kunst des Wahren Lichtes“ (Mahikari), welches von der geöffneten Handfläche strahlen soll. Die Organisation behauptet, diese Energie reinige und revitalisiere Seele, Psyche und Körper. Die Mitglieder glauben, das Licht repräsentiere die Weisheit, die Liebe und den Willen Gottes.
Außerdem lehrt Sukyo Mahikari das „Konzept der universellen Prinzipien“. Zusammen mit der Lichtpraxis auf den Alltag angewandt, sollen diese dem Anwender zu persönlichem Wachstum verhelfen. Dadurch soll er in seinem Leben zu Gesundheit, mehr Harmonie und Wohlstand gelangen.
Einige Wissenschaftler vertreten die Ansicht, Sukyo Mahikari weise Parallelen in Kosmologie, Werten und Ritualen zu dem Sekai Kyusei Kyo (Church of World Messianity) auf, welches wiederum stark durch Shintoismus, Buddhismus und den japanischen Volksglauben beeinflusst ist.
Bei Mitgliedschaft bei Sukyo Mahikari empfiehlt die Organisation, die bisherige Konfession beizubehalten. Sie beansprucht, die spirituelle Verbindung zum Schöpfergott wiederherzustellen.

## Status
Der Hauptsitz befindet sich in der japanischen Stadt Takayama in den Bergen der Präfektur Gifu. Dort wurden 1984 der Welthauptschrein und im Frühjahr 1999 das Hikaru Memorial Museum vollendet. Daneben hat Sukyo Mahikari regionale Mutterhäuser in Australien-Ozeanien, Asien, Europa, Afrika, Lateinamerika und Nordamerika errichtet und kleinere Zentren in über 70 Ländern. In den USA und Kanada zum Beispiel hat Sukyo Mahikari 21 spirituelle Entwicklungszentren, in Deutschland eins.

## Aktivitäten

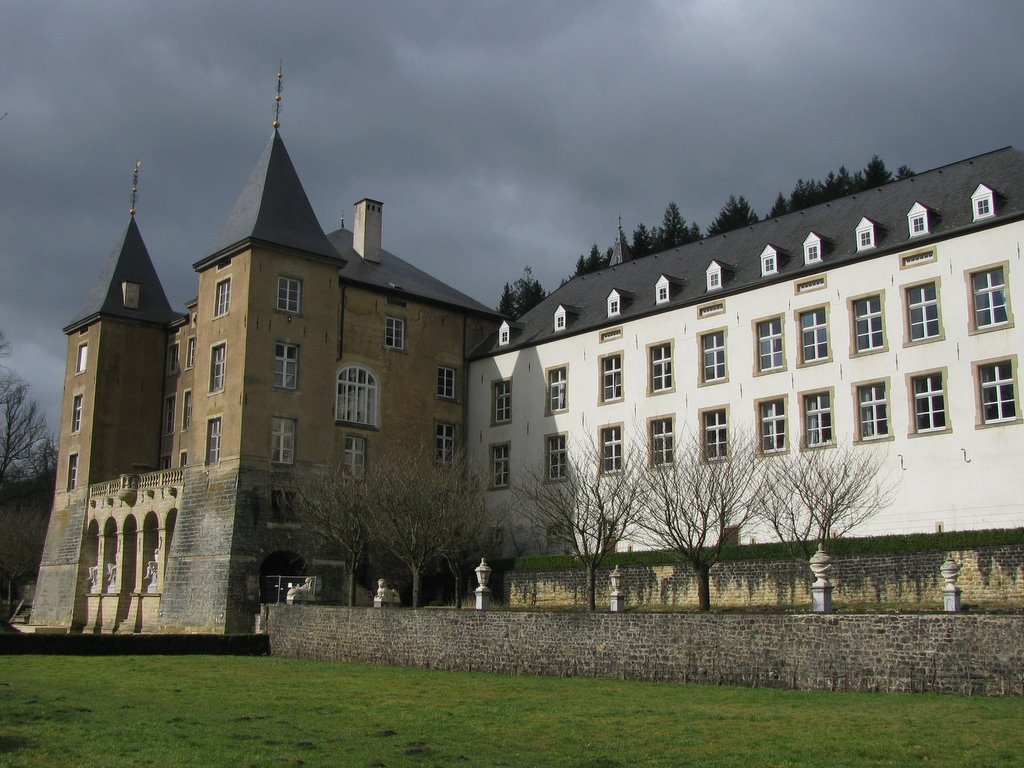
Schloss Ansemburg

Der Gebäudekomplex des Welthauptschreins in Takayama hat einen Hauptversammlungssaal mit Platz für 12.000 Menschen. Dort finden auch Großveranstaltungen statt, zum Beispiel 1986 eine Konferenz zum Thema „Creating the Future of Mankind“.
In den vergangenen 20 Jahren haben die Mitglieder von Sukyo Mahikari in Senegal und der Elfenbeinküste Bäume gepflanzt und geholfen, mehrere Nationalparks wiederherzurichten und natürliche Lebensräume wiederherzustellen. Dafür erhielten sie eine entsprechende Anerkennung und Würdigung durch die lokale und die nationale Regierung. In Angola arrangiert Sukyo Mahikari Aktivitäten für Kinder und Senioren, um die Stadtgebiete zu verschönern.
In New York und Hawaii erhielt Sukyo Mahikari jeweils eine Anerkennung durch die Gemeinden für Umwelterhaltungsaktivitäten. Im August 2004 lobte Los Angeles’ Bürgermeister James Hahn Sukyo Mahikari Nordamerika für seine Bemühungen, eine friedvolle und harmonische Gesellschaft zu erschaffen. Im September 2009 überreichte Bürgermeister Mufi Hannemann von Honolulu der Organisation ein Zertifikat und deklarierte den 27. September zum Sukyo Mahikari-Tag in Honolulu. Er setzte damit ein Zeichen der Anerkennung für die Aufräumaktivitäten an den Stränden und in den Parks, die die Organisation dort seit zehn Jahren durchführte.
Seit 1986 gehört Sukyo Mahikari das Schloss Ansemburg in Luxemburg.
In Frankreich wurde Sukyo Mahikari in Parlamentsberichten in den Jahren 1995 und 1999 als Sekte klassifiziert. 1997 erstellte der belgische Parlamentsausschuss eine Liste von 189 religiösen Bewegungen, von denen Sukyo Mahikari eine war. Am 27. Mai 2005 wurde die Klassifizierung als Sekte durch Jean-Pierre Raffarin offiziell aufgehoben und als ungültig erklärt, nachdem der französische Bericht von 1995 von Soziologen scharf kritisiert wurde.